# Hupsel

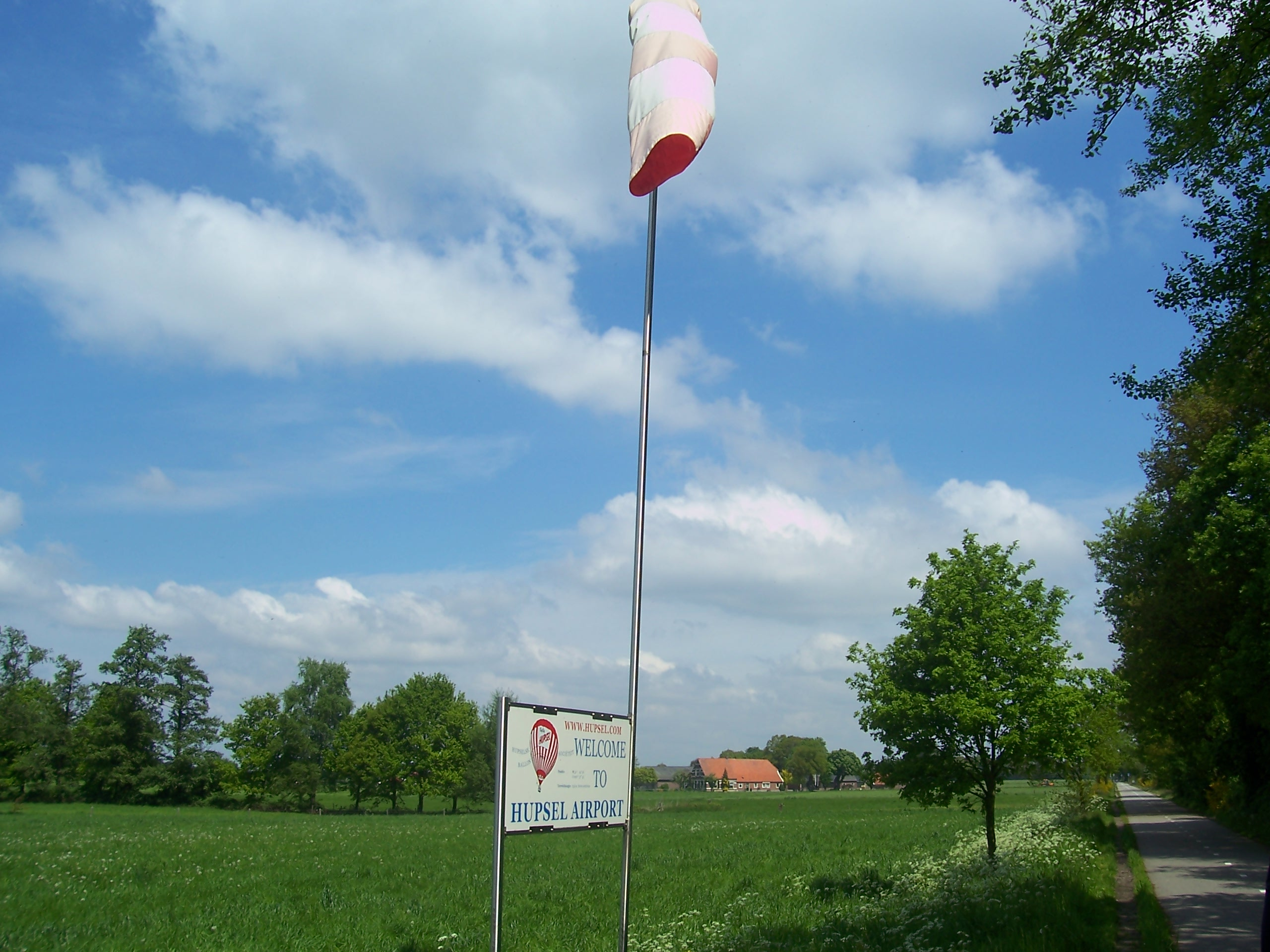
'Hupsel Airport' voor luchtbalonnen. 19 meter boven zeeniveau. Naast voormalige spoorlijn (nu fietspad),

Hupsel is een buurtschap in de Nederlandse gemeente Berkelland (provincie Gelderland). Tot 1 januari 2005 behoorde de buurtschap tot de gemeente Eibergen. Hupsel grenst in het zuiden aan Groenlo, in het noorden en oosten aan Eibergen en de Holterhoek en in het westen aan de buurtschap Olden Eibergen.
De agrarische nederzetting is ontstaan aan de zuidwestzijde van de grote Hupselse Es. Naamgever van de buurtschap is waarschijnlijk de boerderij Scholte van Hupsel, of "de Scholte" geweest. Er is verder weinig middeleeuws historisch materiaal over de buurschap bekend. De grens met Groenlo werd gevormd door de Hupselse beek (thans Leerinkbeek genoemd), nu een onaanzienlijke waterloop, maar in 1627 was het riviertje nog een flink obstakel voor Frederik Hendrik tijdens het beleg van Groenlo. Hupsel kan bogen op een hoge ouderdom gelet op de vele archeologische opgravingen die op de es en aan de zuidzijde (grafveld) werden gedaan.
In het begin van de 20e eeuw is er in Hupsel geboord naar zout en steenkool. Steenkool werd wel aangetroffen, maar zat te diep om tot een rendabele exploitatie te komen. De boortoren stond nabij de stopplaats Hupsel, die aan de spoorlijn Winterswijk - Neede lag die door de Geldersch-Overijsselsche Lokaalspoorweg-Maatschappij was aangelegd.
In Hupsel bevindt zich ook een meetstation van het KNMI.

## Geboren
Hupsel is de geboorteplaats van tot nu toe de enige Eibergse Olympische kampioene Annie Borckink.

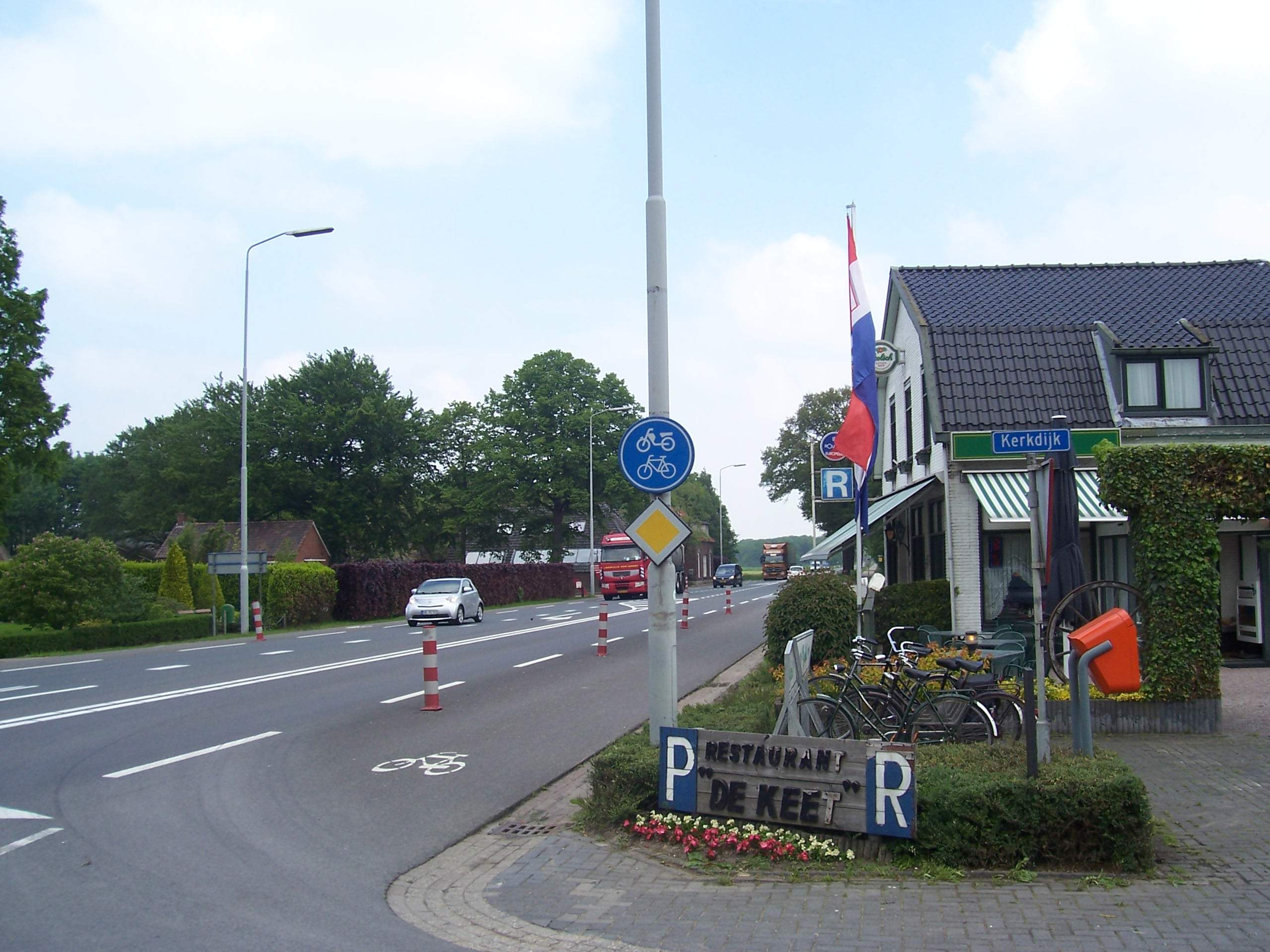
Hupsel, bij het voormalige café/restaurant De Keet. (Eibergen, bij ingang camping/bungalowpark Eibernest). Doorgaande weg: Groenloseweg. Het café moest wijken voor de nieuwe N18.

Hoofdplaats: Borculo       Dorpen: Beltrum · Eibergen · Geesteren · Gelselaar · Haarlo · Neede · Noordijk · Rekken · Rietmolen · Ruurlo

Buurtschappen: Avest · Brammelerbroek · Brinkmanshoek · Broeke · De Bruil · Dijkhoek · De Haar · Heure · Heurne (deels) · Holterhoek · Hoonte · De Horst · Hupsel · Kisveld · Kulsdom · Leo-Stichting · Lintvelde · Lochuizen · Loo · Mallem · Nederbiel · Noordijkerveld · Olden Eibergen · Oosterveld · Overbiel · Respelhoek · Ruwenhof · Schependom · Spilbroek · Veldhoek (deels) · Waterhoek · Zwilbroek

Voormalige gemeenten: Beltrum · Borculo · Eibergen · Geesteren · Neede · Ruurlo